# Gütlershof
Gütlershof is een plaats in de Duitse gemeente Petersaurach, deelstaat Beieren.